# Raškovići (Republika Serbska)
Raškovići (cyr. Рашковићи) – wieś w Bośni i Hercegowinie, w Republice Serbskiej, w gminie Milići. W 2013 roku liczyła 27 mieszkańców.